# Owain Gwynedd
Owain Gwynedd, född 1100, död 1170, var en walesisk regent. Han var kung av Gwynedd mellan 1137 och 1170. Han var endast kung över kungariket Gwynedd, men han var den första walesiska monarken som använde sig av titeln prins av wales (furste av Wales). Han kallades också kung av Wales. 